# أمن مشترك

التحالفات الأمنية الرئيسية الحالية
حلف الناتو، CSDP
SCO، CSTO
USAN
PSC

الأمن المشترك يعرف الأمن المشترك بأنه مجموعة الترتيبات والتنظيم الأمني لمنطقة إقليمية أو على مستوى العالم، بحيث تتفق دولة ضمن هذه المنظومة على أن أمن الدول الأخرى مسألة هامة وشبه داخلية بالنسبة لها. وتوافق على الانضمام والاستجابة لأي تهديد عسكري أو تهديد لسلام الدول الأخرى. ويعتبر الأمن المشترك أكثر تطوراً من أمن الحلفاء والدفاع المشترك بسعيه لأن يشمل مجمل دول داخل المنطقة أو على الصعيد العالمي، والتصدي لمجموعة واسعة من التهديدات المحتملة.

## تاريخه

### بدايات ذكره
الأمن المشترك من أكثر الطرق الواعدة للسلام وهو أداة قيمة لإدارة السلطة على المستوى الدولي. اقترح كاردينال ريشيليو برنامجًا للأمن المشترك في 1629، انعكس جزئيًا في صلح وستفاليا 1648. في القرن الثامن عشر اقترحت عدة طروح لاتفاقيات الأمن المشترك، وخصوصًا في أوروبا.
خطط مفهوم المجتمع المسالم للأمم في 1795 في كتاب إيمانويل كانت السلام الدائم: مخطط فلسفي. وضع كانت الخطوط العريضة لفكرة تأسيس عصبة أمم تتحكم بالنزاعات وتروج للسلام بين الدول. ولكنه كان مناصرًا لتأسيس مجتمع عالمي مسالم ليس بمعنى تأسيس حكومة عالمية، بل على أمل أن كل دولة ستعلن نفسها دولةً حرةً تحترم مواطنيها وترحب بالزوار الأجانب بصفتهم أقرانًا من الكائنات العاقلة. حجته الأساسية أن اتحاد الدول الحرة سيروج للمجتمع المسالم في العالم: ولذلك ففي نظره يمكن أن يوجد سلام دائم يشكله المجتمع الدولي بدل حكومة عالمية واحدة.
نشأ التعاون الدولي للدعوة للأمن المشترك في الوفاق الأوروبي الذي حدث بعد حروب نابوليون في القرن التاسع عشر في محاولة للمحافظة على الوضع الراهن بين الدول الأوروبية وبالتالي تجنب الحرب. شهدت هذه الفترة أيضًا تطور القانون الدولي مع أولى اتفاقيات جنيف التي أسست قوانين تخص الإغاثة الإنسانية خلال الحرب واتفاقيات لاهاي الدولية في 1899 و1907 التي تحكم قوانين الحرب واتفاقيات السلام للنزاعات الدولية.
شكل سلف عصبة الأمم، الاتحاد البرلماني الدولي من قبل ناشط السلام ويليام راندال كريمر وفريدريك باسي في 1889. كانت المنظمة على مستوى دولي مع كون ثلث أعضاء البرلمان في الدول الأربعة والعشرين التي تمتلك برلمانات أعضاء في الاتحاد البرلماني الدولي بحلول عام 1914. كانت أهداف الاتحاد تشجيع الحكومات على حل النزاعات الدولية بالوسائل السلمية والتحكيم، وعقدت المؤتمرات السنوية لمساعدة الحكومات على تحسين عملية التحكيم الدولي. كانت بنية الاتحاد البرلماني الدولي تتكون من لجنة يرأسها رئيس، وهي بنية ستنعكس لاحقًا على بنية العصبة.
في بداية القرن العشرين برزت كتلتا نفوذ من خلال التحالفات بين القوى العظمى في أوروبا. أخذت هذه التحالفات مفعولها مع بدء الحرب العالمية الأولى في 1914، وجرتا كل القوى الأوروبية العظمى إلى الحرب. كانت هذه الحرب الكبرى الأولى في أوروبا بين الدول الصناعية وأول مرة في أوروبا الغربية تخصص فيها نتائج التحول الصناعي للحروب (كالإنتاج الكمي على سبيل المثال). كانت نتيجة هذه الحرب الصناعية مستوى غير مسبوق من الضحايا بوفاة ثمانية ملايين ونصف من القوى المسلحة، وجرح ما يقدر بنحو 21 مليونًا، ووفاة نحو 10 ملايين مدني.
حتى نهاية القتال في نوفمبر 2018، كانت الحرب قد تركت أثرًا عميقًا، مؤثرةً على الأنظمة الاجتماعية والسياسية والاقتصادية في أوروبا ومحدثةً أضرارًا نفسية ومادية على امتداد القارة. ازدادت المشاعر المضادة للحرب في العالم؛ وقد وصفت الحرب العالمية الأولى بأنها «الحرب لإنهاء كل الحروب»، ودرست أسبابها المحتملة بتعمق. ومن الأسباب المدركة سباقات التسلح، والتحالفات، والديبلوماسية السرية، وحرية الدول ذات السيادة في دخول الحرب لمصالحها الخاصة. من الحلول المقترحة لهذه الأسباب كان إنشاء منظمة دولية تهدف إلى منع الحرب في المستقبل عن طريق نزع الأسلحة، والديبلوماسية المفتوحة، والتعاون الدولي، وفرض القيود على شن الحروب، والجزاءات التي تجعل الحروب غير جاذبة للدول.

## النظرية
يمكن فهم الأمن المشترك بأنه ترتيب أمني تتعاون فيه كل الدول بشكل جمعي لتوفير الأمن للجميع عن طريق أفعال الجميع ضد أية دول في المجموعة تتحدى النظام الموجود باستخدام القوة. وهذا على نقيض استراتيجيات مساعدة النفس بالانخراط في الحرب لأجل مصالح وطنية فورية بشكل صرف. ومع كون الأمن المشترك ممكنًا، يجب تحقيق عدة مطالب ليعمل.
يتباين الأمن المشترك أيضًا مع التحالفات بعدة طرق. في أطروحة دكتوراه لأندرياتا، فإن الأمن المشترك مبني على منظور الكل معًا في مجموعة ضد أي منهم، بدلًا من فكرة أحادية الجانب للبعض ضد آخرين محددين. للتحالفات شكل مجموعتين ضد بعضهما، ككون الدول أ+ب+ج ضد الدول د+هـ، ولكن الأمن المشترك يأخذ شكل وضع اتفاق بين أ+ب+ج+د+هـ ضد أي من الدول لوحدها. والأمن المشترك يختلف أيضًا عن التحالف إذ جعل الأمن المشترك للتركيز على كون التنظيم الداخلي يتطلب العضوية الشاملة، ولكن التحالف جعل لدرء أو تقليل المخاطر الخارجية بوصفها كيانات منفصلة. في التحالف، تنظر الدولة إلى حلفائها بوصفهم ربحًا مطلقًا وأعدائها بوصفهم ربحًا نسبيًا دون إلزام قانوني. على النقيض، فإن الأمن المشترك يتبع شكل الحياد، إذ يطلب من المجموعة ككل أن تعاقب المعتدي على أمل ألا ينتهك الضوابط العامة، والتي تكون خارج سيطرة الدول، بدلًا من كون الدول تتبع مصالحها الخاصة. على عكس المصلحة قصيرة الأمد حيث يقاتل الحلفاء ضد تهديد مشترك، يميل الأمن المشترك لاستخدام المصالح العامة لتحقيق السلام العالمي.
تتعاون الدول ذات السيادة التي تسعى للحفاظ على الوضع الراهن طوعًا وتتقبل درجةً من الضعف، وفي بعض الحالات للدول الصغرى فإنها أيضًا تخضع لمصالح الدول المساهمة الكبرى التي تنظم الأمن المشترك. يتحقق الأمن المشترك بإعداد منظمة تعاونية دولية تحت رعاية القانون الدولي، الذي يؤدي إلى شكل من الحوكمة الدولية المشتركة، رغم كونه محدودًا من حيث الحجم والفعالية. تصبح منظمة الأمن المشترك بعدها ساحةً للسياسة، وتوازن القوى، وتطبيق القوة الناعمة. يعتبر استخدام القوة الصلبة من قبل الدول، ما لم يكن مشرعًا حسب منظمة الأمن المشترك، غير شرعي، ومستحقًا للوم، ويحتاج حلًا من نوع ما. لا تعطي منظمة الأمن المشترك أمنًا أقل كلفة وحسب، بل قد تكون أيضًا الطريقة العملية الوحيدة لتحقيق الأمن للدول الصغرى ضد الجيران الأقوى الذين يشكلون تهديدًا دون الحاجة للانضمام إلى معسكر الدول التي توازن جيرانها.
كان بهاء الله، ومايكل جوزيف سافيج، ومارتين وايت، وإيمانويل كانت، ووودرو ولسون رواد مفهوم «الأمن المشترك»، واعتبر أنه يطبق مصالح الأمن بطريقة واسعة لأجل «تفادي حشد القوى في معسكرات متواجهة، ورفض وضع خطوط التقسيم التي قد تخرج أي أحد من الصورة». وأشير إلى مصطلح «الأمن المشترك» أيضًا بوصفه مبدًا للأمم المتحدة ومن قبلها عصبة الأمم. بتطبيق نظام أمن مشترك، تأمل الأمم المتحدة بثني أي دولة عضو عن التصرف بطريقة قد تهدد السلام وبالتالي تأمل بتجنب النزاعات.
يتكامل الأمن المشترك بشكل انتقائي مع كل من توازن القوى والحكومة العالمية. ولكن الأمن المشترك ليس هو توازن القوى الضروري في الواقعية السياسية. وفقًا لأدرياتا فإن توازن القوى يركز على المصالح أحادية الجانب للدولة في وقف العدوان. بما أن الدول ترى بأن العالم فيه معضلة أمنية بسبب الخوف من الربح النسبي، فإن الدول لا تريد أي دولة بأن تصير مهيمنة وبالتالي تؤدي إلى توازن بتقييد متبادل. بكلمات أخرى فإن توازن القوى بين الدول يدعم لامركزية السلطة. الدول ذوات فاعلة منفصلة، ولا تترك استقلالها الذاتي ولا سيادتها لحكومة مركزية. «سواءً بشكل مفرد أو في مجموعات تعكس اتفاق المصالح، تسعى الدول للتأثير على نمط توزيع القوة ولتحديد أماكنها الخاصة في ذلك النمط». تأتي توقعات النظام والسلام من الاعتقاد بأن القوى المتنافسة ستتوازن بشكل ما وبالتالي فستلغي أثر أحدها الآخر لتنتج «الردع من خلال إحداث التوازن». على العكس، فالدول في نظام الأمن المشترك تتشارك الهدف بعيد الأمد لتحقيق السلام العالمي، ما يعكس العلاقة بين الأهداف الفردية وأهداف المجتمع المذكورة في نظرية توازن القوى، والتي تفشل في المحافظة على الاستقرار. على سبيل المثال، فإنها قد أدت إلى انهيار الحرب في حالة الحروب النابوليونية والحروب العالمية، عندما قررت الدول من طرف واحد أن تكون غير قادرة أو غير راغبة بالقتال.
في الوقت ذاته فإن مفهوم الحكومة العالمية يخص المركزية. الحكومة المركزية نظام مؤسسي مركزي يملك سلطة استخدام القوة كالدولة/الأمة ذات السيادة. ينزع هذا المفهوم من الدول كونها «تقف كمراكز للسلطة والسياسة، فيما يعني مسائل الحرب والسلم» ويفرض على تلك الدول «مؤسسة تمتلك السلطة والقدرة على المحافظة -بالقوة التي لا يمكن مواجهتها إلى أي حد قد يكون ضروريًا- على نظام واستقرار المجتمع العالمي». رغم المزايا المختلفة لنظرية توازن القوى، فإن الأمن المشترك يجمع بشكل انتقائي بين كل من المفهومين: المركزية واللامركزية، وهو ما يمكن تلخيصه في عبارة «نظام دون حكم». وبالتالي، فإن الأمن المشترك يبدو أنه خيار بديل أكثر موثوقية بما أنه يجمع القوة في يد فريق لمعاقبة المعتدي، وهو محاولة لتحسين العلاقات الدولية وتوفير الأحكام الصلبة في ظل عدم وجود سلطة.